# Apostlova ulica, Maribor
Apostlova ulica v Mariboru je bila na novo načrtovana in zgrajena leta 1938 med Medvedovo ulico in Gosposvetsko ulico. Med leti 1941 in 1945, te ulice niso imenovali, saj ob njej ni bilo hiš. Leta 1959 so izvedli prilagoditev tega dela mesta, zato so Apostlovo ulico premaknili za približno 20 metrov ter jo s tem povezali z Gosposvetsko cesto in Medvedovo ulico. Leta 1968 so zaradi novogradnje med Kosarjevo, Medvedovo ulico in Gosposvetsko cesto ukinili Apostlovo ulico, vendar so tako na novo poimenovali ulico v Pekrah med Pekrskim potokom in gričem Hrastje. Ulica se imenuje po leksikografu Ivanu Antonu Apostlu (1711 - 1784), ki je bil rojen v Mariboru.